# 黄乃亥乡
黄乃亥乡，是中华人民共和国青海省黄南藏族自治州同仁市下辖的一个乡镇级行政单位。

## 行政区划
黄乃亥乡下辖以下地区：
日秀么村、群吾村、阿吾乎村和羊智沟村。